# عمعق البخاري
عمعق البخاري (ت. 542 هـ) هو من شعراء إيران في القرن السادس الهجري.
هو أبو نجيب شهاب الدين عمعق، وقيل عقعق البخاري، الملقب بملك الشعراء، المشتهر في شعره بعميق وعميقي. ولد ببخارى حدود سنة 440 هـ . حضي لدى آل أفراسباب الايلكخانية حكام بلاد ما وراء النهر كنصر بن إبراهيم وخضرخان بن إبراهيم كما حضي أيضا لدى السلطان سنجر السلجوقي ، ونظم له قصة «يوسف وزليخا». توفي سنة 542 هـ، وقيل سنة 543 هـ، وقيل سنة 551 هـ.